# Dsungaripterus
Dsungaripterus („křídlo z Džungarie“) je rod dávno vyhynulého pterodaktyloidního ptakoještěra, žijícího v období spodní křídy (asi před 135 miliony let) na území dnešní Džungarie na západě Číny. Byl zástupcem čeledi Dsungaripteridae.

## Historie a popis
Vědecky byl tento rod popsán roku 1964 čínským paleontologem Jangem. Tento starobylý pterodaktyloidní ptakoještěr dosahoval v rozpětí křídel až 3,5 metru, jeho lebka byla dlouhá 40 až 50 cm a celková hmotnost dosahovala zhruba 10 až 15 kilogramů. Celé tělo měřilo na délku asi 1,1 metru. Patřil mezi středně velké druhy ptakoještěrů.
Nápadným znakem dsungariptera byl jeho nahoru zahnutý konec čelistí a výrazné zuby. Živil se zřejmě různými vodními měkkýši a snad i menšími obratlovci, které díky tvaru svého zobáku dokázal vytáhnout z děr, ve kterých byli zahrabáni a rozdrtit jejich schránky.